# Dance Club Songs
Dance Club Songs (tidigare känd som Hot Dance Club Songs, Club Play Singles, Hot Dance Club Play och Hot Dance/Disco) var en lista som generades av den amerikanska tidningen Billboard 1976-2020. Listan uppdaterades veckovis och innehöll de låtar som är populärast på de amerikanska nattklubbarna.